# 哈德加奥恩
哈德加奥恩（Hadgaon），是印度马哈拉施特拉邦Nanded县的一个城镇。总人口23328（2001年）。

## 人口
该地2001年总人口23328人，其中男性12116人，女性11212人；0—6岁人口3784人，其中男1959人，女1825人；识字率64.62%，其中男性为73.43%，女性为55.10%。